# Schwere 10-cm-Kanone 18
Die Schwere 10-cm-Kanone 18 (auch s. 10 cm K.) war eine Kanone im Kaliber 105 mm, die von der Wehrmacht im Zweiten Weltkrieg eingesetzt wurde.

## Entwicklung und Produktion
Entwickelt wurde das Geschütz in den Jahren 1926 bis 1929 von Rheinmetall aus der 10-cm-Kanone 17, die noch aus dem Ersten Weltkrieg stammte.
Mit dem 23. Mai 1935 wurde das Geschütz per Verfügung des OKH gleichzeitig mit der 15-cm-schweren Feldhaubitze 18 eingeführt. Diese beiden Waffen wurden parallel entwickelt und wurden jeweils in Varianten für Kraftzugtransport und Pferdezugbespannung eingeführt. Da für die mit Pferden bespannte Variante das Gewicht zu hoch war, mussten die Lasten geteilt und das Rohr mit einem separaten Rohrkarren gefahren werden. Je nach Ausführung gab es eine Protze 18 für den Kraftzug und eine für die Bespannung. Die zweirädrige Lafette für beide Geschütze stammte von Krupp.
Der hohe Bedarf führte dazu, dass die Fertigung der Rohre bei Krupp (Rohre mit gestütztem Seelenrohr) und Rheinmetall (Rohre mit selbsttragendem Seelenrohr) erfolgte.
Bei Kriegsausbruch am 1. September 1939 standen der Wehrmacht bereits 402 Stück zur Verfügung. Die Fertigungszahlen dieses Geschützes sind genau bekannt, da der "Überblick über den Rüstungsstand beim Heer" regelmäßig die Abnahmemengen nachweist. So wurden 1939 keine weiteren Geschütze gefertigt, ab Sommer 1940 wurden für dieses Jahr 40 gefertigt, 108 Stück wurden 1941 abgeliefert, ab der 2. Jahreshälfte 1942 dann 135 Stück, ab 1943 in steigender Produktion 454 Stück, für 1944 dann 675 und im Jahr 1945 noch 100 Stück. Im April 1945 wurde ein Auslaufen der Fertigung beschlossen.
Die schwere 10-cm-Kanone 18 wurde in vergleichsweise hohen Stückzahlen produziert. Es wurden insgesamt 1914 Stück im Spreewerk Berlin-Spandau hergestellt, für die 402 vor Kriegsausbruch gefertigten Geschütze standen im September 1939 821.000 Granaten zur Verfügung. Die Waffe kostete damals 37.500 RM.

## Einsatz
Kanonen werden im Flachfeuer eingesetzt und erzielen im Gegensatz zu Haubitzen höhere Schussreichweiten. Nachteilig ist dabei der nahezu waagerecht gerichtete Rückstoß der Waffe sowie die nicht optimale Splitterverteilung beim Aufschlag. Das Rohr hielt 6.000 bis 10.000 Schuss, bevor es verschlissen war.
Im Kraftzug wurde das Geschütz in einer Last im motorisierten Zug hinter dem Zgkw. 8 t (Sd.Kfz. 7) mitgeführt.
Bei der Ausführung für Bespannung wurde das Geschütz in zwei Teillasten mit je 6 Pferden und den jeweiligen Protzen gefahren. Nachdem die neue Stellung erreicht war, wurden Lafette und Rohrkarren abgeprotzt (die Protze entfernt). Der Rohrkarren, auf dem das Rohr mit der Mündung nach hinten zeigend lag, wurde nun rückwärts (Mündung nach vorne) an die Lafette herangefahren. Hierzu waren die Spreizholme der Lafette geschlossen, so dass der Rohrkarren bis an die Auffahrschiene (Rohrwiege) heranfahren konnte. Das Rohr wurde zwischen obenliegendem Rohrvorholer und der Rohrwiege möglichst weit durchgeschoben und musste dann von der Geschützbedienung auf die Auffahrtschiene gezogen werden. Dafür waren fast 10 Mann nötig. Erst danach war das Geschütz so weit vorbereitet, dass man wie beim Kraftzug das Geschütz für den Einsatz bereit machen konnte. Dieser aufwendige Prozess kostete viel Zeit und war bei einer beweglichen Kriegsführung und der ständigen Luftbedrohung der späteren Kriegsjahre sehr nachteilig, so dass man versuchte, alle Geschütze im Kraftzug zu bewegen.
Die Feldkanone 18 kam aufgrund ihrer großen Reichweite in den schweren (III.) Abteilungen der Artillerieregimenter der Panzerdivisionen zum Einsatz. Jede Panzerdivision hatte eine Batterie zu je vier Geschützen an Stelle der schweren Feldhaubitze 18, um den Panzerspitzen auf weite Entfernungen ohne Stellungswechsel Feuerunterstützung geben zu können. Daneben war sie in den Heeresartillerieabteilungen mit je einer Batterie zur Schwerpunktbildung vorhanden.

## Schwere 10-cm-Kanone 18/40 / Schwere 10-cm-Kanone 42

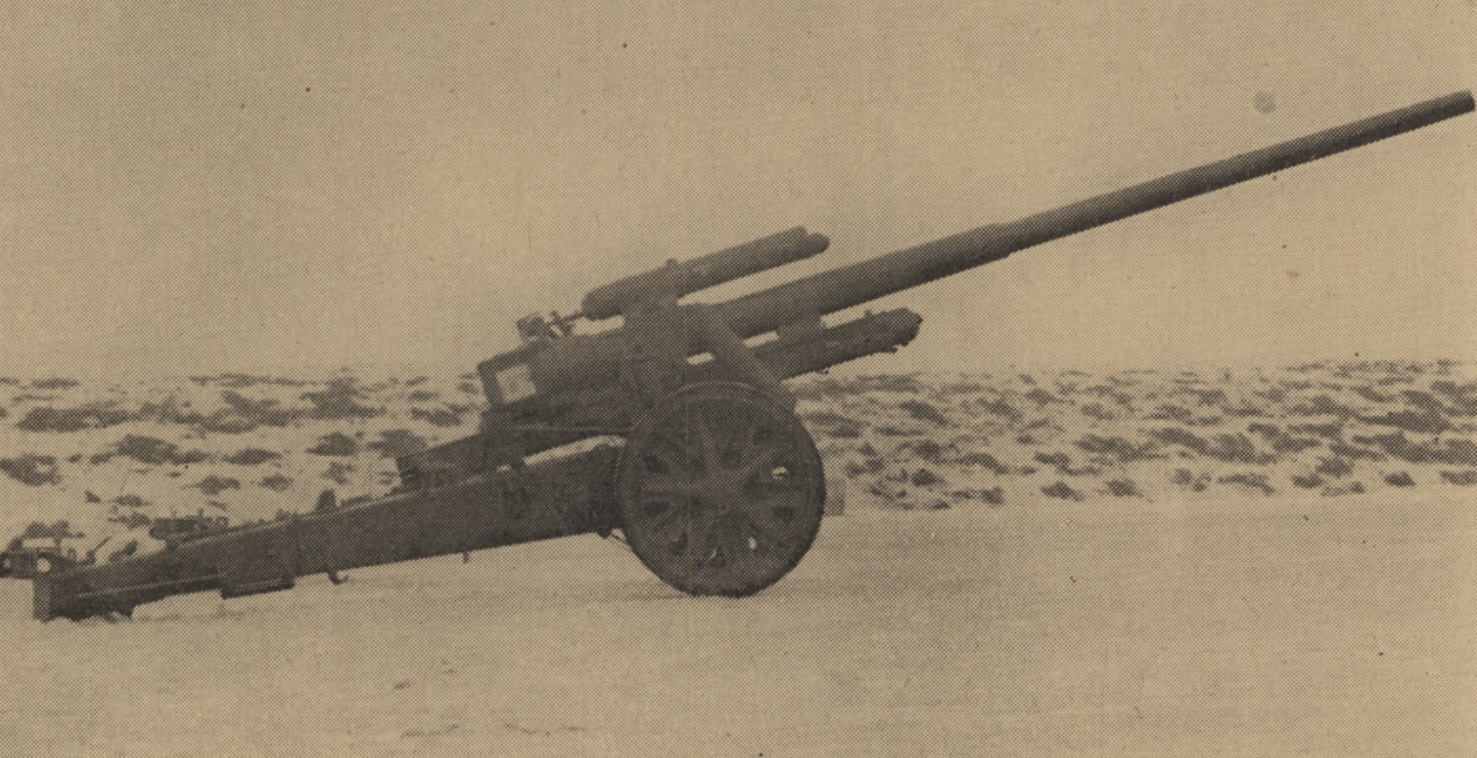
Schwere 10-cm-Kanone 42

Nach einer Forderung Hitlers zu Kriegsbeginn sollte die Reichweite der s. 10-cm-K. 18 auf 21.000 m gesteigert werden. Hierzu erhielt Krupp einen Auftrag über 10 Geschütze, wobei aber 9 Geschütze dann im Spreewerk in Berlin-Spandau gefertigt wurden.
Im Jahr 1940 erreichte Krupp die Schussweitensteigerung auf 21.150 m bei einer V° von 905 m/s durch ein längeres Rohr. Dieses war nun 6,30 m (L/60) statt bei der regulären Kanone 5,46 m (L/52). Dies konnte jedoch nur auf Kosten eines höheren Gewichtes erreicht werden. Der Anstieg auf 5.720 kg in Feuerstellung und 6.440 kg in Fahrstellung konnte durch die Verwendung von Leichtmetall-Rädern nochmals um 290 kg reduziert werden, aber es blieb zu hoch. Für die erste Fertigung gab es keinen Folgeauftrag.
Diese kleine Serie von modifizierten s. 10-cm-Kanonen wurde scheinbar schon vor Juli 1940 in schwere 10-cm-Kanone 42 umbenannt.

## 10,5-cm-K L/52 auf gep. Sfl. / Selbstfahrlafette IV a / Dicker Max
In einer Besprechung am 26. Mai 1941 auf Hitlers Berghof mit Vertretern des Heereswaffenamtes und auch aus der Industrie ging es um Panzerwagen-Produktion und Panzerabwehr. Als Punkt VIII des OKH-Protokolls dieser Besprechung wird gefordert, dass je zwei Panzerselbstfahrlafetten, einmal mit einer Bewaffnung 10,5-cm und einmal mit einer Bewaffnung 12,8-cm in die Truppenerprobung gehen, um Bunker und stark gepanzerte Kampfwagen, die aus England und Amerika erwartet wurden, zu bekämpfen. In Punkt IX wird dann erläutert, dass Hitler die Rückschläge der Italiener auf das Fehlen solcher starken Waffen zurückführte. Ferner hätten in Nordafrika wenige 8,8-cm-Flak den Ausschlag gegeben, die Kriegslage zu ändern. Die beiden gebauten 10,5-cm-Prototypen erhielten verschiedene Bezeichnungen.

## Einsatz im Ausland

### Bulgarien
Die Schwere 10-cm-Kanone 18 wurde erstmals im Sommer 1939 zur Unterstützung der königlich, bulgarischen Streitkräfte von Deutschland an Bulgarien verkauft. Krupp lieferte zu diesem Zeitpunkt 14 oder 18 Geschütze mit 10.000 Schuss Munition. Am 1. Dezember 1940 wurde eine zweite Lieferung mit 22 Geschützen ausgeliefert.
Im Mai 1941, nach dem Unternehmen Marita, erstellten der Generalfeldmarschall Wilhelm List und sein Stab eine Anfrage bezüglich eines Memorandums des bulgarischen Oberkommandos an das OKW; es ging um die Ausstattung der bulgarischen Armee Artillerie Regimenter. Das OKW antwortete, dass diese Artillerie Regimenter jeweils für 2 Divisionen mit Kampftruppen als Unterstützung operieren sollten, und über je eine Abteilung mit 10-cm-K 18 und je zwei Abteilungen mit 10,5-cm- oder 15-cm-Haubitzen verfügen sollten.
Im März 1943 wurde eine Lieferung mit Ersatzteilen für die gelieferten Geschütze nach Bulgarien geschickt. Eine Lieferung von weiteren 36 Geschützen, die für 1944 geplant war, und bei der Geschütze mit kürzerem Lauf (L/52) geliefert werden sollten, wurde nicht mehr umgesetzt.
Am 1. September 1944 hatte die königlich bulgarische Armee 46 Geschütze im Bestand. Am 1. Januar 1945 waren es noch 44 Geschütze.
Der bulgarischen Armee fehlten schwere Zugkraftwagen, deshalb wurden die Geschütze zumeist in zwei Lasten mit Rohrwagen gefahren. Als Zugfahrzeuge dienten Einheits-Diesel und Sd.Kfz. 6.